# Popanomyia kerteszi
Popanomyia kerteszi är en tvåvingeart som beskrevs av James och Norman E. Woodley 1980. Popanomyia kerteszi ingår i släktet Popanomyia och familjen vapenflugor. Inga underarter finns listade i Catalogue of Life.